# Casto
Casto (im lokalen Dialekt Cast genannt) ist eine norditalienische Gemeinde (comune) mit 1638 Einwohnern (Stand 31. Dezember 2023) im Val Sabbia der Provinz Brescia in der Lombardei. Die Gemeinde liegt etwa 21 Kilometer nordnordöstlich von Brescia und gehört zur Comunità Montana della Valle Sabbia. Der Nozza (ein Nebenfluss des Chiese im Val Sabbia) fließt durch Casto und entspringt im Ortsteil Alone.